# Erik Rutan
Erik Rutan (Nueva Jersey, el 10 de junio de 1971) es un músico estadounidense de death metal y productor musical. Dirige Hate Eternal en voz principal y guitarra. Además, es miembro de la banda de death metal Cannibal Corpse durante su gira de 2019. También ha pasado tiempo con Morbid Angel (tres períodos diferentes) y Ripping Corpse. Cuando no se presenta en vivo en alguno de sus proyectos, Rutan opera su propio estudio de grabación en Florida llamado Mana Recording Studios.

## Producción
Rutan ha producido los siguientes discos:
- Belphegor: Conjuring the Dead
- Cannibal Corpse: Kill, Evisceration Plague, Torture, Red Before Black
- Madball: Empire
- Agnostic Front: My Life My Way
- Six Feet Under: Commandment
- Annotations of an Autopsy: II: The Reign of Darkness
- Morbid Angel: Illud Divinum Insanus (drum production), Kingdoms Disdained
- Soilent Green: Inevitable Collapse in the Presence of Conviction, Confrontation
- Through the Eyes of the Dead: Malice
- Goatwhore: A Haunting Curse, Carving Out The Eyes of God, Blood for the Master, Constricting Rage of the Merciless
- Vital Remains: Icons of Evil
- Malevolent Creation: Invidious Dominion (co-producer)
- Nile: Those Whom the Gods Detest (drum production)
- Krisiun: Conquerors of Armageddon
- Pessimist: Slaughtering The Faithful
- Internal Suffering: Internal Suffering, Awakening of the Rebel
- Premonitions of War: Left In Kowloon
- Aeon: Path of Fire (mixing)
- In Battle: Welcome to the Battlefield
- The Absence: From Your Grave
- Pathology: Legacy of the Ancients
- Avulsed: Gorespattered Suicide
- Into The Moat: The Design, The Campaign (album)
- Torture Killer: Swarm! (mixing)
- Pain Principle: Waiting For The Flies
- Covenance: Ravaging The Pristine
- Ophiolatry: Anti-Evangelistic Process
- Devourment: Conceived in Sewage
- The Mountain Goats: All Eternals Deck (four songs)[3]
- Masacre: Total Death[4]
- Tombs: Savage Gold
- Ephel Duath: On Death and Cosmos
- Ephel Duath: Hemmed By Light, Shaped By Darkness